# Reginei José Modolo
Reginei José Modolo (ur. 7 stycznia 1975 w Braganey) – brazylijski duchowny katolicki, biskup pomocniczy Kurytyby od 2023.

## Życiorys
Święcenia kapłańskie przyjął 8 lipca 2000 i został inkardynowany do archidiecezji Cascavel. Pracował głównie jako duszpasterz parafialny. W latach 2008–2013 był także ekonomem archidiecezjalnym, w latach 2016–2022 wikariuszem generalnym archidiecezji, a w 2021 jej tymczasowym administratorem.
7 grudnia 2022 papież Franciszek mianował go biskupem pomocniczym archidiecezji Kurytyby oraz biskupem tytularnym Macriana in Mauretania. Sakry udzielił mu 5 marca 2023 arcybiskup Adelar Baruffi.